# Metopa robusta
Metopa robusta är en kräftdjursart som beskrevs av Georg Ossian Sars 1892. Metopa robusta ingår i släktet Metopa och familjen Stenothoidae. Arten är reproducerande i Sverige. Inga underarter finns listade i Catalogue of Life.